# Monsieur Pointu
Pour les articles homonymes, voir Cormier (homonymie).
Paul Cormier, connu sous le nom de Monsieur Pointu, né le 10 mai 1922 aux Escoumins, Québec, et mort le 7 juin 2006  à Blainville, Québec, est un violoneux québécois qui était connu dans toute la francophonie, et l'un des archétypes du violoneux traditionnel,.  Il compose plus de 30 pièces musicales (valses, reels, gigues, breakdowns, two steps, etc.) et est membre de la SOCAN. En 2006, le gouvernement du Québec lui remet sa Médaille de l'Assemblée nationale.

## Biographie
Paul Cormier est né le 10 mai 1922 aux  Escoumins. Il est le 4e enfant de l'union d'Éli dit Willy Cormier (6 mai 1890 - 5 octobre 1974) et de Marie-Jeanne dit Jenny Létourneau (9 juin 1898 - 12 juin 1982) mais seulement le 2e enfant ayant atteint l'âge adulte. Cinq autres enfants sont nés après lui mais deux d'entre eux sont décédés le jour de leur naissance. Il obtient son premier violon, fabriqué par son père, à l'âge de neuf ans. Apprenant la musique par oreille, il se forge un répertoire de gigues et de valses. À l'âge de 16 ans, il quitte l'école et s'engage comme commissionnaire au journal «Le Soleil» de Québec. En 1947, Radio CBJ de Radio-Canada à Chicoutimi l'engage pour la série d'émissions «L'Éco des chantiers» qui s'adresse principalement aux bûcherons de la forêt du nord.
Il participera à plusieurs concours musicaux et en remportera certains à la fin des années 1940.  Durant les deux décennies qui suivirent, il accompagnera des musiciens country comme Willie Lamothe.
La carrière de Monsieur Pointu prend son envol en 1970 lorsque Gilbert Bécaud le choisit pour accompagner une de ses nouvelles chansons, La Vente aux enchères. Le personnage de Monsieur Pointu, avec chapeau melon, chandail à col roulé et fleur à la boutonnière, a dès lors fait partie des tournées de Bécaud pendant les années 1970, assurant la célébrité du musicien.
En 1988, il effectue une dernière tournée avec Bécaud, dont un mois à l'Olympia de Paris ; il continue à se produire, par exemple, dans des galas et à la télévision jusqu'en 2005. 
Le 27 mai 2006, il reçoit chez lui la médaille de l'Assemblée nationale directement de Carole Théberge, ministre des Aînés.
Il meurt à son domicile le 7 juin suivant, à 84 ans, d'un cancer des os.
Après sa mort, le violon de Cormier a été donné au musée du violon Jules Saint-Michel.

## Filmographie
En 1975, André Leduc et Bernard Longpré ont coréalisé le court-métrage d'animation Monsieur Pointu, mettant en vedette Paul Cormier. Ce film de l'Office national du film du Canada est sélectionné aux Oscars,.
En 2002, sa vie fait l'objet d'un film, Monsieur Pointu, un violon qui chante, du documentariste Jean Baulne.